# Света Лидија
Света Лидија из Тиајтре, Лидија Македонка Лидија из Филипа је хришћанска новозаветна светитељка која је живела у време апостола у месту Тијатри у близини града Филипи у Македонији. Примила је хришћанство од апостола Павла, и учествовала у његовим мисионарским путовањима у перидоу 51—52. године.
Име свете Лидије се помиње у 16. поглављу новозаветне књиге Дела апостолска. Током свог другог мисионарског путовања, апостол Павле је испловио из Троаде на броду и стигао у Македонију. Град Филипи је тако постао први европски град где је Павле проповедао хришћанство, а Лидија је прва европљанка која је примила хришћанство (Д. Ап. 16, 12—15).
Рођена је у месту Тиајтири. Породично се бавила продајом порфире и свиле. Прешавши из Тијатиру у град Филипи, Лидија је наставила да се бави овим послом. С обзиром да је била богатија од већине хришћана тог доба била је у прилици да удоми Павла и друге апостоле који су долазили у Филипе.
Православна црква је прославља 27. марта по јулијанском календару.